# David Allan (ciclista)
|  | No confondre amb pintor escocès David Allan |

David "Dave" Allan (Melbourne, 1 de gener de 1951 - Melbourne, 6 de juny de 1989) va ser un ciclista australià que fou professional del 1975 al 1989. Va combinar la carretera amb la pista. Va guanyar un cop la Herald Sun Tour, i tres vegades la Melbourne-Warnambool. Va morir en un accident de cotxe.
El seu germà gran Donald, també fou ciclista professional.

## Palmarès en ruta
- 1975
  - 1r a la Ronde van de Kempen i vencedor de 2 etapes
  - Vencedor d'una etapa al Girobio
- 1976
  - 1r al Melbourne-Warnambool
- 1979
  - 1r al Melbourne-Warnambool
- 1980
  - 1r a la Herald Sun Tour i vencedor de 4 etapes
  - 1r a la Midlands Tour
- 1981
  - 1r al Peugeot Tour i vencedor de 4 etapes
  - 1r a la Midlands Tour
  - Vencedor de 3 etapes a la Herald Sun Tour
- 1982
  - 1r al Melbourne-Warnambool
- 1985
  - Vencedor de 2 etapes a la Herald Sun Tour

## Palmarès en pista
- 1976
  - 1r als Sis dies de Newcastle (amb Philip Sawyer)
- 1980
  -  Campió d'Austràlia en Puntuació
- 1985
  -  Campió d'Austràlia en Persecució